# 여수경찰서
여수경찰서(麗水警察署, Yeosu Police Station)는 전라남도경찰청이 관할하는 경찰서 중 하나이다. 전라남도 여수시 하멜로 2(고소동 343번지)에 위치하고 있다.
서장은 총경으로 보한다.

## 기본 정보
- 주소: 전라남도 여수시 하멜로 2(고소동 343번지)
- 우편번호: 550-050

## 관할 파출소 및 지구대
여수경찰서는 18개의 파출소를 산하에 두고 있다.
| 명칭       | 사진 | 치안센터 사진 | 주소                 | 관할구역 | 치안센터                  |
| ---------- | ---- | ------------- | -------------------- | -------- | ------------------------- |
| 광무파출소 |      |               | 좌수영로 150         |          |                           |
| 남면파출소 |      |               | 남면 금오로 870      | 남면     |                           |
| 남산파출소 |      |               | 남산북10길 2         |          |                           |
| 동문파출소 |      |               | 하멜로 22            |          |                           |
| 돌산파출소 |      |               | 돌산읍 돌산로 253-8  | 돌산읍   |                           |
| 미평파출소 |      |               | 좌수영로 431         |          |                           |
| 만흥파출소 |      |               | 망양로 221           |          |                           |
| 봉산파출소 |      |               | 어항로 43            |          | 국동치안센터              |
| 삼일파출소 |      |               | 중흥4로 20-10        |          |                           |
| 삼산파출소 |      |               | 삼산면 거문길 26-6   | 삼산면   |                           |
| 소라파출소 |      |               | 소라면 덕양로 93     | 소라면   |                           |
| 신기파출소 |      |               | 새터로 31            |          |                           |
| 쌍봉지구대 |      |               | 흥국로 19            |          | 무선치안센터 안산치안센터 |
| 여문파출소 |      |               | 여문1로 31           |          |                           |
| 율촌파출소 |      |               | 율촌로 103           |          |                           |
| 화양파출소 |      |               | 화양면 나진길 144-12 | 화양면   |                           |
| 화정파출소 |      |               | 화정면 백야2길 9     | 화정면   |                           |

## 같이 보기
- 전라남도지방경찰청